# 월터 캐틀렛
월터 캐틀렛(Walter Catlett, 1889년 2월 4일 ~ 1960년 11월 14일)은 미국의 연극 배우, 영화배우, 성우, 각본가이다.

## 영화
- 우정어린 설득 (1956년)
- 히어 컴스 더 그룸 (1951년)
- 룩 포 더 실버 리닝 (1949년)
- 인스펙터 제너럴 (1949년)
- 녹색 머리의 소년 (1948년)
- 아윌 비 유어스 (1947년)
- 레이디, 레츠 댄스 (1944년)
- 업 인 암스 (1944년)
- 쓰리 이즈 어 패밀리 (1944년)
- 데이 갓 위 컨버드 (1943년)
- 히트 퍼레이드 오브 1943 (1943년)
- 히스 버틀러스 시스터 (1943년)
- 스타 스팽글드 리듬 (1942년)
- 비트윈 어스 걸스 (1942년)
- 마이 갤 샐 (1942년)
- 성조기의 행진 (1942년)
- 잇 스타티드 위드 이브 (1941년)
- 맨파워 (1941년)
- 커민 라운드 더 마운틴 (1940년)
- 스프링 퍼레이드 (1940년)
- 릴 애브너 (1940년)
- 피노키오 (1940년)
- 고잉 프레이스 (1938년)
- 아이 양육 (1938년)
- 데인저-러브 앳 워크 (1937년)
- 웨이크 업 앤 라이브 (1937년)
- 온 더 에비뉴 (1937년)
- 케인 앤 마블 (1936년)
- 아이 러브 솔저 (1936년)
- 천금을 마다한 사나이 (1936년)
- 에브리 나잇 앤 에이트 (1935년)
- 두 시민 이야기 (1935년)
- 캡틴 헤이트 더 씨 (1934년)
- 빅 시티 블루스 (1932년)
- 레인 (1932년)
- 펄미 데이즈 (1931년)
- 플래티넘 블론드 (1931년)
- 특종 기사 (1931년)
- 플로로도라 걸 (1930년)
- 헐리우드의 결혼 (1929년)
- 해피 데이즈 (1929년) - 본인 역